# Асимптотичний аналіз
У математичному аналізі асимптотичний аналіз — це метод опису граничної поведінки. Ця методологія має багато застосувань у природничих науках. Наприклад
- в інформатиці для аналізу алгоритмів, при розгляді виконання алгоритмів, що застосовуються для дуже великих наборів вхідних даних.
- поведінка дуже великих фізичних систем.
- в аналізі аварій, коли встанувлюється причина аварії за допомогою кількісного моделювання, з великим числом аварійних ситуацій в даний час і даному місці.

Найпростіший приклад, розгляд функції f(n), при описі її властивостей, коли n стає занадто великим. Таким чином, якщо f(n)=n2+3n, елемент 3n стає незначним в порівнянні з n2, при занадто великих n. Тоді кажуть, що функція f(n) є асимптотично еквівалентна n2 при n → ∞ й символічно записують як f(n) ~ n2.

## Означення
Формально, для заданих двох комплекснозначних функцій f і g, що залежать від натурального аргументу n, пишемо
{\displaystyle f\sim g\quad ({\text{as }}n\to \infty )}
щоб позначити цей факт в термінах о-маленького, то
{\displaystyle f(n)=g(n)+o(g(n))\quad (} при {\displaystyle n\to \infty ),\,}
що еквівалентно
{\displaystyle f(n)=(1+o(1))g(n)\quad (} при {\displaystyle n\to \infty ).}
Це означає, що для довільної додатньої константи ε знайдеться така константа N, що
{\displaystyle |f(n)-g(n)|\leq \epsilon |g(n)|} для всіх {\displaystyle n\geq N~}.
Якщо функція g(n) не рівна нулю (інакше границя записана нижче буде невизначеною), це твердження еквівалентне
{\displaystyle \lim _{n\to \infty }{\frac {f(n)}{g(n)}}=1.}
Це відношення є відношення еквівалентності на множині функцій від n. Клас еквівалентності f загалом складається з усіх функцій g, котрі рівні f, в граничному сенсі.

## Асимптотичний розклад
Асимптотичний розклад функції f(x) фактично це представлення цієї функції у вигляді рядів, часткові суми яких не обов'язково збігаються, але такі що будь-які часткові суми являють собою асимптотичні формули для f.